# Arboreto internacional de Larix
El Arboreto international de Larix (en inglés : International Larix Arboretum) es arboreto de 1.2 acres (4,900 m²) de extensión que se encuentra en Hungry Horse, Montana Estados Unidos. 
El International Larix Arboretum aún no es miembro del "Botanic Gardens Conservation Internacional" (BGCI).

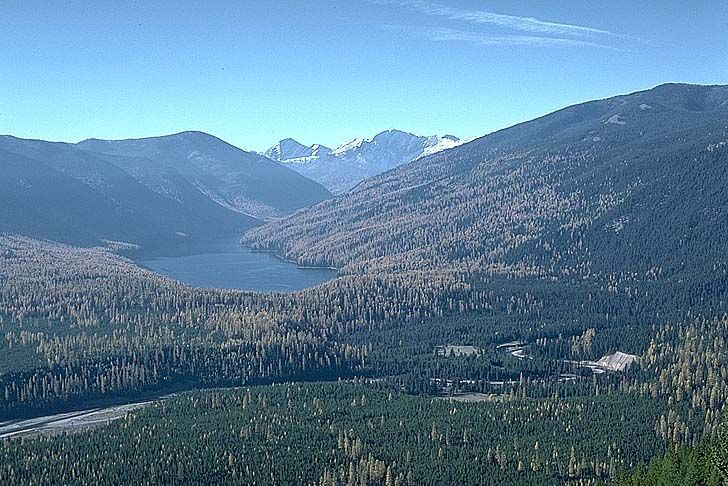
El "Big Salmon Lake" en el "Flathead National Forest".

## Localización
International Larix Arboretum Rocky Mountain Research Station, Coram Experimental Forest
Hungry Horse, Flathead County, Montana 59919  United States of America-Estados Unidos.
Planos y vistas satelitales.48°23′1.68″N 114°3′27″O / 48.3838000, -114.05750
El arboreto se despliega junto a la sede del "Coram Experimental Forest". 

## Historia
El "International Larix Arboretum" fue creado el 7 de octubre de 1992 como parte de un "International Larix Symposium". 
Se ubicó en un terreno de 1.2 acres de extensión, junto a la sede del "Coram Experimental Forest" en la proximidad de la "Hungry Horse Ranger Station".
El "Coram Experimental Forest" fue creado en 1933 en el interior del Flathead National Forest en el noroeste de Montana como un área representativa del alerce occidental (Larix occidentalis Nutt.) Tipo de cubierta forestal distribuido dentro de la cuenca alta del río Columbia. 
El alerce occidental es una especie de árbol que se regenera bien en el suelo expuesto y condiciones de sol que son típicas después de un incendio o perturbación similar. Diversos y productivos, por la importancia de este tipo de bosque, no es exagerado que sea una de las prioridades de gestión de los administradores de tierras federales. 
Aunque muy similar en apariencia a otros miembros de la familia de los pinos (Pinaceae), el alerce no se mantiene siempre verde. Es de hoja caduca y sus hojas en forma de aguja se vuelven amarillas y se caen en el otoño, proporcionando una oportunidad para el turismo de paisajes de naturaleza. Además, su madera es resistente al agua y por lo tanto utilizada para postes de cercas, construcción de barcos, y el revestimiento exterior.

## Colecciones
La colección del arboreto contiene especímenes de 10 especies de Larix procedentes de Norteamérica, Asia, y Europa, junto con subespecies e híbridos. 
Este arboreto no sólo proporcionará una demostración visual de Larix sino que también está diseñado para proporcionar oportunidades de investigación comparando especies y sus genéticas.
El Arboretum está organizado como tres bloques de igual tamaño, cada uno alrededor del 70 por 230 pies (21 por 70 m), con 12 árboles de cada especie, subespecie e híbridos en cada uno de los tres bloques, con un total de cerca de 600 árboles.
Las especies plantadas son el "Alerce Europeo" (Larix decidua), "Alerce de Dahurian" (Larix gmelinii), "Alerce de Japón" (Larix kaempferi), "Alerce de Tamarack" (Larix laricina), "Alerce Subalpino" (Larix lyallii),  "Alerce de los Maestros" (Larix mastersiana), "Alerce Occidental" (Larix occidentalis), "Alerce de China" (Larix potaninii), y "Alerce de Siberia" (Larix sibirica). El "Alerce de los Himalayas"  (Larix griffithii) también fue plantado, pero no se han podido obtener  semillas. 
Entre los Híbridos plantados se incluye L. decidua x L. kaempferi (Larix x marschlinsii; Alerce Dunkeld), L. lyallii x L. occidentalis (Alerce Bitterroot), y L. occidentalis x L. lyallii (cruce reverso del Alerce Bitterroot).